# 囚人道路 (小説)
『囚人道路』（しゅうじんどうろ）は、日本の小説家である安部譲二による時代小説。1993年に講談社より刊行された。
明治24年に網走監獄の囚人たちを使って行われた、網走から旭川に向かう北見峠までのおよそ180kmの道路工事の実態を描いた小説である。

## 登場人物
秋川 鉄之介（あきかわ　てつのすけ）
主人公。26歳。旧御家人の次男で、秩父困民党事件に加担して捕らえられ、逆賊として20年の懲役を受けて網走監獄に送られた。北辰一刀流の免許皆伝で、道場では四天王と呼ばれて師範代をつとめたほどの腕前。
山田 真吾（やまだ　しんご）
元左官屋。46歳。酒に酔った勢いで新政府の役人に石を投げたため、反逆罪で20年の懲役を言い渡され、網走監獄へと送られた。早食い。
猿渡 秀介（さるわたり　しゅうすけ）
看守長。長州出身。同郷の先輩である伊藤博文から、道路工事の詳細な記録を残すように命じられている。
ヤツメノリ
アイヌの男性。看守に暴行されていた時に助けられた縁で鉄之介と知り合う。日本語を解する。
ニスレッケル（頼んでしゃべれるようになった男という意味）
アイヌの長。44歳。偉丈夫。
トケムニタ
ニスレッケルの妻。40歳。口の周りに入墨をしている。
トウルシノ（全身垢まみれという意味）
ニスレッケルの娘。17歳。身長五尺たらず。優しいが男勝りな性格。